# Küçük Mustafà
Küçük Mustafà o Mustafà Çelebi (1409?-1423) fou un príncep (şehzade) otomà pretendent al tron. Küçük vol dir "Petit" o "Jove" i es va utilitzar per distingir-lo del seu oncle Mustafà Çelebi, fill de Baiazet I, un altre pretendent.
Mehmet I tenia cinc fills: Murat II, Mustafà (Küçük), Ahmet (mort abans que el pare), Yússuf i Mahmut. Sembla que Mehmet I va decidir en el seu testament repartir l'Imperi entre Murat i Mustafà. El primer rebria Rumèlia i el segon Anatòlia. Els altres prínceps, Yusuf i Mahmut, quedarien sota custòdia i protecció de l'emperador romà d'Orient, per evitar un eventual conflicte successori. A la mort del pare el 26 de maig de 1421 o el 25 de juny de 1421 Murat, amb el suport del principal conseller de la cort, fou proclamat sultà; les fonts otomanes consideren Murat com a hereu legítim; Yusuf i Mahmut foren assassinats. Mustafà tenia 12 anys i havia estat poc abans nomenat beglerbegi d'Hamit; fou protegit per Yakub Beg II de Germiyan i va refusar reconèixer a Murat. Hamit (que incloïa Akshehir, Begsheri, Oklukhisari, Saidili i Seysishehir) estava ocupat pels karamànides; Murat va haver de fer front a l'aixecament de Mustafà Çelebi (Düzme Mustafà), a la revolta d'Anatòlia i a l'hostilitat de l'Imperi Romà d'Orient (estiu del 1421 fins a la primavera del 1422), i el jove Mustafà no devia tenir gairebé cap paper en aquell moment. No se sap molt bé on va anar. Calcònides el situa a Karaman, i Ducas a Kastamonu on l'hauria portat un tal Kara Tadj al-Din-oghlu i l'hauria posat sota tutela d'un tal Sharabdar Ilyas Pasha.
El 1422 Murat, eliminat Mustafà Çelebi, va atacar Constantinoble i Tessalònica (estiu del 1422). Els romans d'Orient el devien anar a buscar al jove i el van aixecar com a pretendent amb suport de Germiyan i Karaman. Reunint les forces dels estats que li donaven suport i les dels turcs Turghud que es van mobilitzar al seu favor, va reunir un exèrcit amb el que va assetjar Brusa (agost de 1422). Murat després d'un darrer assalt a la capital imperial sense èxit el 24 d'agost, es va veure obligat a abandonar el setge de Constantinoble el 6 de setembre sortint cap a Edirne des d'on va enviar un exèrcit manat per Mikhal Beg (Mikhal-oghlu) en contra de Küçük Mustafà. Mancat de prou forces el jove Mustafà es va retirar en direcció a Constantinoble (30 de setembre de 1422). Va poder establir una base a Selèmbria a la costa de la mar de Màrmara, però atacat per les tropes de Rumèlia va haver de fugir altre cop i es va establir a Kodja-eli a la costa asiàtica del Bòsfor on les tropes i la població el van reconèixer com a sultà; va marxar llavors a Iznik que li va obrir les portes; va agafar també el control de part de la regió de Bursa i sembla que fou reconegut sinó a tota Anatòlia almenys en gran part. Però Bursa va romandre lleial a Murat i va demanar a Mustafà de no assetjar la ciutat. Murat, sota consell del seu tutor (lala) Yorguç Pasha, va enviar a Mikhal Beg per davant en direcció a Anatòlia (24 de gener de 1423 i ell va seguir al darrere. Va poder atreure al seu camp al lala de Mustafà, Sharabdar Ilyas Pasha. Murat va avançar llavors cap a Iznik que es va declarar al seu favor. Es va lliurar una batalla prop de la ciutat en què van morir els dos caps militars Kara Tadj al-Din-oghlu i Mikhal Beg, i Murat va aconseguir la victòria i va poder entrar a Iznik. Sharabdar Ilyas Pasha va entregar el seu pupil Mustafà a Murat que el va fer estrangular allí mateix (vers el 20 de febrer de 1423). Germiyan, que havia ajudat a Mustafà contra Murat, va ser annexionat a l'Imperi Otomà.